# Mierzyszki (gmina Koleśniki)
Mierzyszki (lit. Miežiškės) − wieś na Litwie, w gminie rejonowej Soleczniki, 9 km na wschód od Koleśników, zamieszkana przez 31 ludzi. Przed II wojną światową w Polsce, w powiecie lidzkim województwa nowogródzkiego.